# Палепяйское староство
Палепяйское староство (лит. Paliepių seniūnija) — одно из 12 староств Расейняйского района, Каунасского уезда Литвы. Административный центр — деревня Суяйняй.

## География
Расположено в центральной Литве в центрально-западной части Расейняйского района.
Граничит с Видуклеским староством на западе и севере, Расейняйским — на востоке и севере, Расейняйским городским — на востоке, Калнуяйским — на юго-востоке и юге, и Шимкайчяйским староством Юрбаркского района — на юге.

## Население
Палепяйское староство включает в себя 25 деревень.